# Centaurea bugellensis
Centaurea bugellensis — вид квіткових рослин айстрових (Asteraceae). Ендемік Італії.
Це багаторічний гемікриптофіт. Період цвітіння: травень — серпень.